# Governo Moro I
Il Governo Moro I è stato il diciannovesimo esecutivo della Repubblica Italiana, il secondo della IV legislatura.
È rimasto in carica dal 5 dicembre 1963 al 23 luglio 1964 per un totale di 231 giorni, ovvero 7 mesi e 18 giorni.
Il governo era presieduto da Aldo Moro e formato da esponenti della Democrazia Cristiana, del 
Partito Socialista Italiano, del Partito Socialista Democratico Italiano e del Partito Repubblicano Italiano.
Rassegnò le dimissioni in seguito allo strappo fra la DC e i partiti laici della maggioranza riguardo alle sovvenzioni in favore della scuola media privata.

## Storia
La "pausa" del governo presieduto da Giovanni Leone serve principalmente al partito socialista, che si avvicina al congresso di Napoli profondamente lacerato. La minoranza dei carristi è infatti solo uno dei problemi della direzione. La maggioranza autonomista di Pietro Nenni deve infatti confrontarsi con le riserve di Riccardo Lombardi, consapevole che l'operazione gode dell'appoggio di poteri forti come il governo americano e il Vaticano in funzione anticomunista. Nella DC la maggioranza dorotea deve a sua volta fare i conti col dissenso di Fanfani, messo da parte dopo il forte calo elettorale del 1963 ad onta dei risultati raggiunti dal primo governo italiano di centro-sinistra. In entrambi i partiti corrono voci di scissione ma le pressioni delle gerarchie ecclesiastiche su Mario Scelba e Oscar Luigi Scalfaro scongiura tale eventualità per la DC.
La grande attesa è per il congresso del PSI convocato a Roma per il 25-29 ottobre, dove le due anime citate si confrontano col terzo incomodo di una mozione unitaria presentata da Sandro Pertini. La minoranza che fa capo a Tullio Vecchietti, Lelio Basso e Vittorio Foa non è pregiudizialmente ostile all'alleanza di centro-sinistra ma ritiene che questo nuovo corso sia stato lento e subordinato agli interessi elettorali della DC; dopo che quest'ultima ha visto trasmigrare una buona fetta del suo elettorato moderato al partito liberale, sostengono, l'azione del governo dovrà mirare anche al suo recupero, costringendo i socialisti a tradire la causa dei lavoratori. La maggioranza di Pietro Nenni, per contro, sostiene che il centro-sinistra rappresenta un'occasione di progresso, un corso riformistico di grande portata come la nazionalizzazione dell'industria elettrica già attuata e la riforma urbanistica da mettere a punto. Alla prova del voto, con 5.428 astensioni, la mozione di Nenni ottiene 278.324 voti, quella dei carristi 190.492, l'appello unitario di Pertini si ferma a 10.568. Forte del mandato ricevuto dal congresso Nenni si siede al tavolo delle trattative con DC, PSDI e PRI con un nuovo obiettivo. Il PSI mette da parte l'astensione, concordata all'indomani delle elezioni, per entrare nel nuovo esecutivo con propri rappresentanti, ma l'accordo definitivo richiede oltre un mese di colloqui. Moro e Nenni devono infatti fare i conti con le minoranze interne. Se Moro può permettersi di escludere la destra DC non altrettanto può fare Nenni, che deve comprendere nella lista dei ministri anche esponenti lombardiani.
L'accordo è annunciato il 26 novembre, nello stesso giorno in cui viene ratificato dal comitato centrale socialdemocratico e dal direttivo dei parlamentari democristiani. Rimangono fuori la destra democristiana (Scelba, Scalfaro, Restivo) e la sinistra socialista. Aldo Moro, superate tutte le ultime difficoltà incontrate nella scelta dei ministri, alle 18, 30 si reca dal capo dello Stato per sciogliere la riserva. Nenni (PSI) vicepresidente, Saragat (PSDI) agli Esteri, Reale (PRI) alla Giustizia. Per i dicasteri finanziari accolta la richiesta socialista: Giolitti (PSI) al bilancio, Colombo (DC) al Tesoro, Tremelloni (PSDI) alle Finanze.
Il 5 dicembre il nuovo Governo, primo centro sinistra organico (DC-PSI-PSDI-PRI) presta il giuramento nelle mani del capo dello Stato, tra il 12 e il 17 dicembre ottiene la fiducia delle camere, ma l'azione di governo è minata dalla necessità di varare numerosi provvedimenti anti-congiunturali che dovrebbero frenare le prime avvisaglie del processo inflazionistico. Mentre si cerca di portare in aula almeno le nuove leggi per le regioni e la riforma urbanistica il consiglio dei ministri è costretto a varare numerosi provvedimenti mirati a frenare i consumi (aumento delle imposte sulle auto e sui fabbricati di lusso, aumento del prezzo della benzina e limitazioni alle vendite rateali), visti da destra come demagogici e costosi, da sinistra come un sostegno agli immobilizzi speculativi della grande impresa.

## Compagine di governo

### Appartenenza politica
- Democrazia Cristiana (DC): Presidente del Consiglio, 15 ministri, 26 sottosegretari;
- Partito Socialista Italiano (PSI): Vicepresidente del Consiglio, 5 ministri, 10 sottosegretari;
- Partito Socialista Democratico Italiano (PSDI): 3 ministri, 5 sottosegretari;
- Partito Repubblicano Italiano (PRI): 1 ministro, 1 sottosegretario.

### Provenienza geografica
| Regione               | Presidente | Vicepresidente | Ministri | Sottosegretari | Totale |
| --------------------- | ---------- | -------------- | -------- | -------------- | ------ |
| Puglia                | 1          | -              | 2        | 2              | 5      |
| Emilia-Romagna        | -          | 1              | 2        | 4              | 7      |
| Lazio                 | -          | -              | 4        | 8              | 12     |
| Lombardia             | -          | -              | 1        | 5              | 6      |
| Liguria               | -          | -              | 4        | 1              | 5      |
| Veneto                | -          | -              | 1        | 2              | 3      |
| Campania              | -          | -              | 2        | 3              | 5      |
| Piemonte              | -          | -              | 2        | 3              | 5      |
| Sicilia               | -          | -              | 1        | 3              | 4      |
| Toscana               | -          | -              | 1        | 3              | 4      |
| Calabria              | -          | -              | 1        | 2              | 3      |
| Sardegna              | -          | -              | 1        | 2              | 3      |
| Trentino-Alto Adige   | -          | -              | 1        | 1              | 2      |
| Basilicata            | -          | -              | 1        | -              | 1      |
| Abruzzo               | -          | -              | -        | 1              | 1      |
| Friuli-Venezia Giulia | -          | -              | -        | 1              | 1      |
| Marche                | -          | -              | -        | 1              | 1      |

### Sostegno parlamentare
- Sostegno parlamentare al momento della fiducia (17 dicembre alla Camera, 21 dicembre al Senato).

| Camera                  | Collocazione | Partiti                                                                          | Seggi     |
| ----------------------- | ------------ | -------------------------------------------------------------------------------- | --------- |
| Camera dei deputati     | Maggioranza  | DC (260), PSI (62), PSDI (33), PRI (5)                                           | 360 / 630 |
| Camera dei deputati     | Opposizione  | PCI (166), PLI (39), MSI (27), PSIUP (25), PDIUM (8), SVP (3), UV (1), Misto (1) | 270 / 630 |
| Senato della Repubblica | Maggioranza  | DC (133), PSI (31), PSDI (14), Misto (3)                                         | 181 / 320 |
| Senato della Repubblica | Opposizione  | PCI (83), PLI (19), MSI (15), PSIUP (13), PDIUM (2), SVP (2), UV (1), Misto (4)  | 139 / 320 |

## Composizione
| Carica                                    | Titolare                              | Titolare                              | Titolare                              | Sottosegretari                                                                    |
| Presidenza del Consiglio dei ministri     | Presidenza del Consiglio dei ministri | Presidenza del Consiglio dei ministri | Presidenza del Consiglio dei ministri | Sottosegretario di Stato alla Presidenza del Consiglio                            |
| ----------------------------------------- | ------------------------------------- | ------------------------------------- | ------------------------------------- | --------------------------------------------------------------------------------- |
| Presidente del Consiglio dei ministri     |                                       |                                       | Aldo Moro (DC)                        | - Angelo Salizzoni (DC)                                                           |
| Vicepresidente del Consiglio dei ministri |                                       |                                       | Pietro Nenni (PSI)                    | - Angelo Salizzoni (DC)                                                           |
| Ministri senza portafoglio                |                                       |                                       |                                       |                                                                                   |
| Speciali compiti politici                 |                                       |                                       | Attilio Piccioni (DC)                 | Attilio Piccioni (DC)                                                             |
| Cassa del Mezzogiorno                     |                                       |                                       | Giulio Pastore (DC)                   | Giulio Pastore (DC)                                                               |
| Rapporti con il Parlamento                |                                       |                                       | Umberto Delle Fave (DC)               | Umberto Delle Fave (DC)                                                           |
| Ricerca scientifica                       |                                       |                                       | Carlo Arnaudi (PSI)                   | Carlo Arnaudi (PSI)                                                               |
| Riforma della pubblica amministrazione    |                                       |                                       | Luigi Preti (PSDI)                    | Luigi Preti (PSDI)                                                                |
| Ministero                                 | Ministri                              | Ministri                              | Ministri                              | Sottosegretari di Stato                                                           |
| Affari esteri                             |                                       |                                       | Giuseppe Saragat (PSDI)               | - Arialdo Banfi (PSI) - Giuseppe Lupis (PSDI) - Ferdinando Storchi (DC)           |
| Interni                                   |                                       |                                       | Paolo Emilio Taviani (DC)             | - Leonetto Amadei (PSI) - Guido Ceccherini (PSDI) - Crescenzo Mazza (DC)          |
| Grazia e giustizia                        |                                       |                                       | Oronzo Reale (PRI)                    | - Riccardo Misasi (DC)                                                            |
| Bilancio                                  |                                       |                                       | Antonio Giolitti (PSI)                | - Giuseppe Caron (DC)                                                             |
| Finanze                                   |                                       |                                       | Roberto Tremelloni (PSDI)             | - Cesare Bensi (PSI) - Athos Valsecchi (DC) - Mario Vetrone (DC)                  |
| Tesoro                                    |                                       |                                       | Emilio Colombo (DC)                   | - Luigi Anderlini (PSI) - Giuseppe Belotti (DC) - Lorenzo Natali (DC)             |
| Difesa                                    |                                       |                                       | Giulio Andreotti (DC)                 | - Mario Marino Guadalupi (PSI) - Guglielmo Pelizzo (DC) - Natale Santero (DC)     |
| Pubblica istruzione                       |                                       |                                       | Luigi Gui (DC)                        | - Maria Badaloni (DC) - Giorgio Fenoaltea (PSI) - Domenico Magrì (DC)             |
| Lavori pubblici                           |                                       |                                       | Giovanni Pieraccini (PSI)             | - Emilio Battista (DC) - Pier Luigi Romita (PSDI)                                 |
| Agricoltura e foreste                     |                                       |                                       | Mario Ferrari Aggradi (DC)            | - Dario Antoniozzi (DC) - Ludovico Camangi (PRI) - Venerio Cattani (PSI)          |
| Trasporti e aviazione civile              |                                       |                                       | Angelo Raffaele Jervolino (DC)        | - Orlando Lucchi (PSI) - Salvatore Mannironi (DC)                                 |
| Poste e Telecomunicazioni                 |                                       |                                       | Carlo Russo (DC)                      | - Luigi Angrisani (PSDI) - Remo Gaspari (DC)                                      |
| Industria e Commercio                     |                                       |                                       | Giuseppe Medici (DC)                  | - Danilo De' Cocci (DC) - Franco Maria Malfatti (DC) - Maria Vittoria Mezza (PSI) |
| Sanità                                    |                                       |                                       | Giacomo Mancini (PSI)                 | - Dante Graziosi (DC)                                                             |
| Commercio con l'Estero                    |                                       |                                       | Bernardo Mattarella (DC)              | - Girolamo Messeri (DC)                                                           |
| Marina Mercantile                         |                                       |                                       | Giovanni Spagnolli (DC)               | - Mariano Pintus (DC)                                                             |
| Partecipazioni statali                    |                                       |                                       | Giorgio Bo (DC)                       | - Carlo Donat-Cattin (DC)                                                         |
| Lavoro e Previdenza Sociale               |                                       |                                       | Giacinto Bosco (DC)                   | - Ettore Calvi (DC) - Simone Gatto (PSI) - Anselmo Martoni (PSDI)                 |
| Turismo e Spettacolo                      |                                       |                                       | Achille Corona (PSI)                  | - Ruggero Lombardi (DC) - Pietro Micara (DC)                                      |

## Cronologia
Salvo diversa indicazione le notizie sono tratte dal sito dellarepubblica.it, richiamato in bibliografia

### 1963
- 1 novembre: quando mancano due giorni alle dimissioni di Giovanni Leone i vescovi italiani rendono noto un appello contro il comunismo che si richiama alla scomunica pronunciata da Pio XII nel 1949. Nel documento non viene fatto alcun riferimento al costituendo governo di centro-sinistra e non sono espressamente citati i partiti.
- 7 novembre: con 134 voti favorevoli e 16 contrari il consiglio nazionale della DC approva la relazione di Moro sulle risultanze del congresso socialista e sulla rinnovata disponibilità del PSI alla formazione di un governo di centro-sinistra.
Il Presidente della Repubblica conclude le consultazioni: le posizioni dei partiti sono le medesime di giugno e si delinea una maggioranza a quattro tra DC, PSI, PSDI e PRI. Giuseppe Saragat smorza i toni più estremi del PSDI precisando che l'iniziativa economica del nuovo governo non deve soffocare l'iniziativa privata, né relegarla agli interessi di quella pubblica. Ugo La Malfa, a sua volta, ammonisce che non rientra nei poteri del governo l'opposizione all'iniziativa dei grandi gruppi privati.
- 11 novembre: Moro riceve l'incarico e dichiara che la formula di centro-sinistra del governo non deve ingenerare equivoci sulla necessità di relegare all'opposizione il Partito Comunista. Le consultazioni del presidente incaricato si rivelano da subito difficili e laboriose per la contrapposizione interna nella DC e nel PSI per gli schemi relativi alla legge urbanistica, le regioni e la politica estera. Le trattative sono rallentate dalla difficoltà di comporre la lista dei ministri e dalla scelta di non affidare al PSI nessuno dei tre dicasteri economici. Moro riesce a sciogliere la riserva soltanto il 4 dicembre. La cerimonia del giuramento avviene il giorno dopo.[17]
- 5 dicembre: direzione del PCI: duro giudizio sul governo Moro appena formato. Critiche alla scelta del PSI e alla possibilità di scissione della sua sinistra considerata un grave danno per il movimento operaio.
- 11-12 dicembre: comitato centrale PSI: Pietro Nenni, nominato vicepresidente del Consiglio, rassegna le dimissioni da segretario. Nella riunione è scontro fra la maggioranza autonomista e la sinistra di Tullio Vecchietti e Lelio Basso che, a nome della corrente, chiedono la convocazione di un Congresso straordinario e un mutamento nella politica del partito. Richieste respinte dalla maggioranza, nonostante le perplessità di Riccardo Lombardi. Dopo una contrastata discussione, sei nuovi membri sono eletti nella Direzione: Codignola, Colombo, Lauricella, Lezzi, Matteotti e Tolloy. Al termine dei lavori si riunisce la nuova Direzione che, con i voti contrari della sinistra, elegge segretario Francesco De Martino.
- 12 dicembre: con la votazione finale della Camera è istituita la regione Molise.
- 12-17 dicembre: presentazione del governo alla Camera: Il 17 dicembre 1963, al momento del voto di fiducia, 25 deputati della sinistra socialista, dopo la dichiarazione di voto espressa da Lelio Basso, escono dall’aula in segno di protesta contro la decisione della maggioranza del PSI di partecipare al governo. La mozione di fiducia è approvata con 350 sì (DC-PSI- PSDI-PRI), 233 no (comunisti e destre), 4 astenuti.
- 18-22 dicembre: Al Senato 13 senatori del PSI non partecipano al voto di fiducia. La mozione da Gava, Mariotti, Lami Starnuti è approvata con 175 voti a favore e 111 contrari.

La direzione socialista deferisce al Collegio di probiviri i 25 deputati che non hanno votato la fiducia al governo Moro. I dissenti a loro volta, non accettando alcuna sanzione disciplinare, decidono di non presentarsi alla riunione dei probiviri e di convocare per gennaio un Convegno nazionale di corrente. Il 22 dicembre il Collegio dei probiviri, con sei voti su undici presenti, delibera la sospensione per un anno dall’attività di partito per 23 deputati della sinistra, rinviato il giudizio su Basso e Curti perché ritenuta giustificata la loro assenza al momento del voto.

### 1964
- 1 gennaio: dalla fusione di Stipel, Telve, Timo, Teti nasce la SIP (Società per l’esercizio telefonico) per il monopolio della telefonia italiana.
- 8 gennaio: alle 22:30 una bomba ad alto potenziale è fatta esplodere davanti alla sede nazionale della CGIL in Corso d’Italia a Roma. La CGIL proclama lo sciopero generale a Roma per il 9 gennaio, davanti alla sede della CGIL parlano Agostino Novella e Fernando Santi. Scioperi, manifestazioni e fermate nelle fabbriche a Milano, Torino, Genova, Trieste, Bologna, Firenze, Taranto e di decine di altri centri, in molte città l’adesione della CSIL e dell’UIL.
- 9 gennaio: la Commissione nazionale per la programmazione economica, presieduta dall’economista Pasquale Saraceno, presenta il rapporto conclusivo. Si confermano gli indirizzi meridionalistici, gli obiettivi indicati nella “Nota aggiuntiva” presentata dal ministro Ugo La Malfa nel 1962, si afferma la necessità di dotare il Paese di servizi sociali moderni realizzando significative riforme in senso antimonopolistico.
- 10 gennaio: comitato centrale PSDI: In seguito agli incarichi di governo assunti Giuseppe Saragat, nominato ministro degli Esteri, e Pier Luigi Romita, nominato sottosegretario di Stato, si dimettono rispettivamente da segretario nazionale e da membro della Direzione. Il Comitato centrale elegge nuovi membri della Direzione Bruno Conti e Franco Nicolazzi. La Direzione elegge Mario Tanassi segretario e Antonio Cariglia vicesegretario.
- 11 gennaio: i carristi del PSI, riuniti in assemblea nazionale a Roma, annunciano la fondazione del Partito Socialista Italiano di Unità Proletaria. Il nuovo soggetto, precisa una nota, si pone in posizione subordinata rispetto al PCI.[19]
- 13 gennaio: Consiglio dei Ministri: relazioni dei ministri economici e discussione sui provvedimenti di bilancio da attuare al breve e medio periodo.[20]
- 16 gennaio: in vista del consiglio nazionale della DC i dorotei si riuniscono e ufficializzano la candidatura di Mariano Rumor alla segreteria e Arnaldo Forlani suo vice.
La direzione nazionale del PSI minimizza la portata della scissione ma viene smentita dall'ufficio stampa del PSIUP, secondo il quale le adesioni provengono non soltanto da membri dell'apparato socialista ma anche dalla base.[21]
- 19 gennaio: al cinema Capitol di Torino un comizio di Tullio Vecchietti finisce in rissa tra socialisti e aderenti al nuovo PSIUP. Nelle stesse ore gli scissionisti occupano la sede della federazione.
- 24 gennaio: consiglio nazionale della DC: Aldo Moro ufficializza le dimissioni da segretario del partito e membro della direzione nazionale. Per la sua sostituzione sono necessari tre giorni di dibattito ufficiale e colloqui riservati tra le correnti. Con un accordo che lascia fuori solo Centrismo popolare di Mario Scelba viene eletto segretario Mariano Rumor. Arnaldo Forlani e Giovanni Battista Scaglia sono i nuovi vice-segretari.
- 26 gennaio: Randolfo Pacciardi è espulso dal PRI per aver dato voto contrario al governo. Dopo un periodo nel gruppo misto costituisce l’Unione democratica per la nuova Repubblica, movimento anticomunista che si rifà al gollismo francese.
- 3 febbraio: Il Consiglio dei Ministri discute sulla politica estera, tema non più affrontato da dicembre quando la discussione era stata rinviata per un approfondimento della situazione determinatasi dopo le trattative agricole di Bruxelles. Il Ministro degli Esteri Giuseppe Saragat riferisce sui colloqui italo-americani avuti a Washington, italo-inglesi a Londra e italo-tedeschi a Roma. Il Consiglio dei Ministri approva la relazione e, in vista del viaggio a Parigi del Presidente della Repubblica e del Ministro degli Esteri, dà mandato a Saragat di rappresentare al governo francese il punto vista del governo italiano e gli esiti positivi dei colloqui avuti. Saragat prima del viaggio a Parigi riferisce alla Commissione Esteri
- 5 febbraio: sciopero di 24 ore degli impiegati statali. Adesione al 90%, ferrovie, telegrafi e telefoni fermi, scuole e tribunali chiusi.
Il governatore della Banca d'Italia, Guido Carli, spiega in un'intervista che negli ultimi due anni c'è stata una forte impennata dei consumi, superiore alla capacità dello Stato di soddisfarla provocando un forte aumento di importazioni e una crescita dei prezzi. Stimolare la domanda, sostiene Carli, significa provocare l'inflazione, ma non potendosi al contempo bloccarla ritiene che debba essere il governo a predisporre una programmazione economica che dia la priorità ai beni essenziali (come le case popolari) rispetto a quelli secondari (come le autostrade).[22]
- 23 febbraio: per affrontare gli effetti negativi della congiuntura economica sono emanati tre decreti legge: aumento delle imposte sulla benzina; istituzione di una imposta speciale sull’acquisto di auto e imbarcazioni da diporto; istituzione della cosiddetta cedolare secca che fissa al 30% l’imposta sugli utili delle imprese. Tra DC e PSI si manifestano le prime divergenze in materia di politica economica.
- 13 febbraio: Consiglio dei Ministri: approvati quattro disegni di legge per l'agevolazione dell'agricoltura. Aumento di 60 miliardi dei fondi della Cassa del Mezzogiorno. A seguito dello scandalo e del processo in corso viene inoltre decisa la liquidazione dell'agenzia per il monopolio delle banane.[23]
- 22 febbraio: Consiglio dei Ministri: varati diversi provvedimenti anti-congiunturali predisposti da susseguenti riunioni dei ministri economici: la benzina aumenta di 14 lire, le vendite rateali dovranno prevedere un anticipo massimo del 30% e una divisione nelle restanti quote non superiore a 12 mensilità. Ribassi per alcuni generi alimentari e per i medicinali.[24]
- 24 febbraio: il Ministro dei lavori pubblici Giovanni Pieraccini dichiara in una intervista che il piano di costruzione delle autostrade di competenza ANAS e IRI sarà portato a compimento tra il 1968 e il 1970. Sono possibili leggeri ritardi nell'esecuzione delle opere affidate a società private a causa della congiuntura economica.[25]
- 25-29 febbraio: all'assemblea della Confindustria il presidente Furio Cicogna mette in guardia il governo: le incontrollate rivendicazioni salariali rischiano di mettere in crisi le imprese. Nello stesso giorno il Presidente del Senato, Cesare Merzagora (che è anche presidente delle Assicurazioni Generali) ritiene che le voci su taluni provvedimenti, come la imposta patrimoniale e le tasse su beni considerati di lusso come gli elettrodomestici, disincentivano i consumi e minano la competitività italiana sul mercato. La stampa di destra lamenta la mancata collaborazione del governo sul tema del blocco dei salari. Vittorio Valletta, presidente della FIAT, sostiene che l'azienda non può non piegarsi alle misure prese dal governo ma avverte che eventuali esborsi straordinari andrebbero a scapito anche del personale operaio. PCI e PSIUP, di concerto con la CGIL, sostengono la necessità di varare immediate misure contro il carovita e per l'equo canone degli affitti, e di finanziare queste ed altre misure con accertamenti sui redditi più alti e sul fenomeno della esportazione clandestina di capitali.[26]
- 29 febbraio: a Napoli sono denunciati all'autorità giudiziaria i componenti di 528 sezioni elettorali della circoscrizione Napoli-Caserta. La giunta delle elezioni della camera, sulla base dei ricorsi ricevuti e dei verbali delle sezioni, denuncia ufficialmente che l'alterazione delle schede riguarda candidati della DC e del PSI nell'ordine di migliaia di preferenze abusive.
- 1-5 marzo: Aldo Moro interviene dalla TV sui problemi dell'economia. Il Presidente del Consiglio fa appello alla nazione affinché ognuno faccia la sua parte di sacrifici, in modo da evitare una inutile guerra fra prezzi e retribuzioni. Palmiro Togliatti, parlando alla direzione nazionale del PCI, sostiene che le incertezze e i contrasti in materia economica finiscono col favorire le tesi delle destre. Giuseppe Saragat ritiene quella del PCI una opposizione preconcetta: i comunisti vorrebbero contribuire alle innovazioni messe in campo dalla maggioranza ma senza fare autocritica. Posizione incompatibile come quella del PLI, dei monarchici e del MSI, fautori di un liberismo ottocentesco che mira solo all'interesse di pochi privilegiati. Viene convocato un incontro governo-sindacati-operatori economici.[27]
- 3-6 marzo: l'ex presidente del CNEN, Felice Ippolito, viene arrestato in casa sua e tradotto al carcere di Regina Coeli. L'accusa è falso in atto pubblico, falso ideologico, falso in bilancio, peculato continuato ed aggravato, abuso di potere. La somma distratta dai bilanci aziendali si aggira, secondo la magistratura, attorno ai dieci miliardi di lire.[28]
- 14 marzo: gli Stati Uniti accordano un prestito di un miliardo di dollari all'Italia, più altri 225 in oro da prelevare presso il Fondo Monetario Internazionale. Il prestito, negoziato da Guido Carli, viene formalmente erogato da un complesso di banche private e nazionali. Il Ministro del tesoro, Emilio Colombo, dichiara che questa iniezione di liquidità sarà utilizzata per combattere la spirale inflazionistica e la conseguente svalutazione della lira.
Conferenza programmatica del PCI: Palmiro Togliatti ribatte alle riserve interne alla sua politica che il PCI non ha niente da cambiare. Confermato il rapporto coi partiti comunisti del blocco sovietico.[29]
- 25 marzo: Consiglio dei Ministri: a margine della riunione il Ministro del bilancio, Antonio Giolitti illustra i benefici della riforma del bilancio dello Stato, il cui esercizio passa dal periodo 1 luglio-30 giugno alla corrispondenza con l'anno solare. Ci si attende una maggiore rendita delle spese in conto capitale e una riduzione del disavanzo mediante una più razionale distribuzione delle spese correnti. I fondi destinati alla Cassa del Mezzogiorno e alle partecipazioni statali diventano investimenti. Secondo il ministro lo squilibrio tra l'aumento dei consumi e la contrazione del risparmio accentuano il problema delle spese, specie sul fronte delle importazioni.
- 28 marzo: Felice Ippolito è rinviato a giudizio con nove coimputati, tra cui il padre.
Il professor Domenico Marotta e il dottor Italo Domenicucci, presidente e direttore dell'Istituto superiore di sanità, sono arrestati con l'accusa di furto, peculato e interesse privato in atti d'ufficio.[30]
- 29 marzo: con l'approvazione della Camera diventano legge i decreti anticongiunturali varati dal governo a febbraio. Votano contro PCI, PSIUP, PLI, monarchici e MSI.
- 15 aprile: il governo vara un aumento del 20% delle tariffe telefoniche. Il gettito è destinato allo sviluppo delle nuove centrali telefoniche nel Meridione.
A Roma si svolge una clamorosa protesta dei commercianti. La quasi totalità dei negozi romani sciopera tenendo le serrande abbassate.[31]
- 15-17 aprile: in vista del congresso nazionale della DC emergono forti contrasti tra i dorotei e gli amici di Moro. La prima firma di Mariano Rumor, segretario nazionale, e il secondo posto del Presidente del Consiglio sulla mozione unitaria della segreteria, alimenta le voci su un possibile accordo tra le correnti per rovesciare il centro-sinistra. Amintore Fanfani getta benzina sul fuoco sostenendo in una sezione romana che la formula di governo "non è irreversibile". Per Fanfani il PSI dovrebbe uscire dal governo per non logorare i propri equilibri interni, a costo di dover formare un governo che traghetti il paese a elezioni anticipate.[32]
- 16 aprile: il ministero della sanità sospende i funzionari dell'Istituto superiore di sanità indagati di corruzione.
- 20 aprile: mentre infuriano le polemiche sui discorsi di Fanfani, accusato di voler tornare al potere col sostegno dell'opposizione interna, nei primi congressi provinciali democristiani Centrismo popolare di Mario Scelba viene battuto dalla coalizione di correnti del centro-sinistra (moro-dorotei, la Base, Rinnovamento).[33]
- 24 aprile: Consiglio dei Ministri: sono decise importanti agevolazioni per gli esportatori.
- 26 maggio: Il Ministro del Bilancio Antonio Giolitti, in previsione di un peggioramento della situazione economica, presenta ai sindacati un memorandum in cui chiede il contenimento delle richieste salariali. Contrario alla politica deflazionistica sostenuta dai democristiani sostiene il rilancio degli investimenti e una politica di riforme.
- 27 aprile-2 maggio: visite ufficiali di Moro e Saragat a Parigi e Londra.
- 28 aprile: il Consiglio di Stato solleva eccezione di costituzionalità della legge 167 sulle aree fabbricabili, rinviando alla Corte costituzionale il ricorso presentato da una cordata di costruttori di Torino danneggiati, a loro dire, dalla destinazione a edilizia economica e popolare di vasti lotti individuati per la creazione di nuovi quartieri di edilizia residenziale.[34]
- 29 aprile: liberali e missini si coalizzano nella commissione del Senato per l'esame del decreto sul bilancio dello Stato e attuano una manovra ostruzionistica che ne ritardi l'approvazione. Lo scopo è compromettere l'esame dei disegni di legge sull'agricoltura e l'istituzione dei consigli regionali.
- 3 maggio: a seguito delle esternazioni di Fanfani emergono riserve e distinguo dei partiti della maggioranza sulle riforme: Giuseppe Saragat sostiene la precedenza per urbanistica e agricoltura, Ugo La Malfa la politica dei redditi e del risparmio, Pietro Nenni la riforma regionale.[35]
- 8 maggio: la procura della Repubblica di Sassari ordina il sequestro di tutte le copie dell'edizione dell'8 maggio del quotidiano La Nuova Sardegna. L'accusa è oltraggio al pudore. Il quotidiano ha riprodotto nella pagina degli spettacoli il cartellone del film, dove le tre grazie del Canova appaiono sormontate dai volti delle attrici Ave Ninchi, Lina Volonghi e Franca Marzi.[36]
- 10-11 maggio: prime elezioni nella regione Friuli-Venezia Giulia: lievi aumenti per la DC, il PCI e il PLI, flessioni per PSDI, MSI e monarchici. Il PSI perde il 2,9%, alla sua prima uscita elettorale il PSIUP prende il 2,6%. Soddisfazione nella maggioranza: per Moro il risultato incoraggia l'azione di governo e la sua formula.
- 15 maggio: comitato centrale del PSI: Francesco De Martino annuncia una verifica di governo sul programma per il mese di giugno. I quattro punti per la permanenza del socialista nel governo sono la legge urbanistica, i contratti agrari, le regioni e la riforma elettorale amministrativa.
- 19-20 maggio: inizia la contemporanea discussione dei disegni di legge sulle regioni alla Camera e sulla modifica dei patti agrari al Senato. Per le regioni si discute di potestà legislativa, funzionamento e criteri di collocazione del personale dello Stato. Il PCI, a termini di regolamento della camera, fa mettere all'ordine del giorno la propria proposta di legge per l'elezione indiretta dei nuovi consigli regionali; il governo rispolvera il proprio disegno di legge, che stabilisce ugualmente che i consiglieri regionali siano eletti dai consiglieri delle province interessate, e lo sostituisce alla proposta comunista.
Contro una mozione sospensiva presentata dal MSI e dal PCI per opposte ragioni, ed entrambe respinte, Francesco Cossiga, quale relatore dei provvedimenti, ricorda che le regioni non sono un capriccio del governo ma un'istituzione prevista dalla Costituzione.[37]
- 22 maggio: al Senato liberali e missini attuano una manovra ostruzionistica per ritardare l'iter di approvazione a dopo il raccolto. Il PCI si schiera contro il provvedimento, ritenendolo squilibrato verso gli interessi dei proprietari, e presenta un gran numero di emendamenti. I socialisti polemizzano coi comunisti accusandoli di fare il gioco delle destre.
Il Consiglio dei Ministri approva due disegni di legge per i referendum e la libera concorrenza.
- 27-29 maggio: i giornali pubblicano alcune indiscrezioni relative ad una lettera che il Ministro del tesoro, Emilio Colombo, ha indirizzato al Presidente Moro. Secondo la stampa Colombo ha messo le mani avanti sulla politica di incentivazione dei consumi, sull'inutilità dell'imposta patrimoniale progressiva e sulle riforme che il gabinetto ha in animo di varare senza un'esatta valutazione delle conseguenze. La direzione del PSI ribadisce la necessità di una verifica per giugno e minaccia che il partito potrebbe riprendere la propria libertà di azione qualora vi siano incertezze o ritardi sull'esecuzione del programma. Moro annuncia consultazioni ufficiali coi segretari dei partiti della maggioranza[38]
- 3 giugno: in vista della verifica Francesco De Martino, a nome del PSI, fa presente che le riforme devono seguire la via socialista del bene della collettività. Una legge urbanistica che limiti il potere degli speculatori, le regioni per una migliore amministrazione dei territori e i patti agrari, contro lo sfruttamento della manodopera contadina, sono condizioni essenziali per il proseguimento del centro-sinistra.[39]
- 9 giugno: riferendo al senato sulla situazione economica del paese il Presidente del Consiglio Aldo Moro premette che il testo esatto della lettera dell'on. Colombo non sarà reso noto in quanto documento riservato. Rassicura che non c'è alcuna volontà contraria o impedimento all'opera del governo, ma che la sua azione deve attenersi a rigidi criteri di prudenza e di equilibrio, specie sul delicato fronte dei consumi.
- 17 giugno: Moro annuncia alla Camera alcuni provvedimenti anti-congiunturali. Aumento dei tabacchi e della complementare sui redditi superiori ai dodici milioni, aumento della benzina e della tassa sui generi di consumo non alimentari. Prevista una imposta speciale sui beni e generi di lusso. Il governo segue le proposte fatte dal governatore della Banca d'Italia Guido Carli.[40]
- 24 giugno: mentre il governo mette a punto la manovra di bilancio incontrando partiti e sindacati nella maggioranza emergono contrasti sulla questione delle scuole private. Si vuole infatti inserire una voce di spesa che finanzi tali istituti per 149 milioni.[41]
- 25 giugno: con 228 voti contrari, 221 favorevoli e 56 astensioni il governo viene battuto sull'istituzione del capitolo 88 del bilancio riguardante i fondi per le scuole private. La sola DC (minata da dieci franchi tiratori) ha votato a favore: astenuti PSI, PSDI, PSIUP e PRI, contrari PLI, monarchici, MSI. Le opposizioni chiedono le dimissioni dell'esecutivo. Nel pomeriggio, dopo un veloce Consiglio dei Ministri, Moro si reca dal Presidente della Repubblica per presentare le dimissioni.[42]